# Епархия Крита
Епархия Крита (лат. Dioecesis Candiensis) — епархия Римско-Католической церкви c центром в городе Ханья, Греция. Епархия Крита входит в митрополию Наксоса, Андроса, Тиноса и Миконоса. Кафедральным собором епархии Крита вляется церковь Успения Пресвятой Девы Марии. Епархия Крита состоит из трёх приходов. Кроме собора в Ханье есть ещё церковь святого Иоанна в Ираклионе и церковь святого Антония Падуанского в Ретимноне.

## История
Присутствие Римско-Католической церкви на Крите начинается с 1209 года, когда Крит вошёл в состав Венецианской республики. В 1213 году Святой Престол учредил на Крите латинскую архиепархию Кандии с 10 суффраганными епархиями. C 1302 по 1314 год архиепархия Кандии входила в латинский патриархат Константинополя.
После вхождения Крита в состав Османской империи в 1669 году все епархии Крита стали вакантными.
21 декабря 1874 года на Крите была восстановлена епархия Крита, которая вошла в митрополию Измира. Попечение о епархии было поручено монахам-капуцинам. В 1890 году на острове было зарегистрировано 900 католиков латинского обряда. С 1889 года епархия Крита управляется апостольскими администраторами.

## Ординарии епархии
- епископ Луиджи Каннаво, O.F.M. Cap. (22.12.1874 — 17.02.1889);
  - Sede Vacante (1889—1910)
    - священник Анджело Мария да Сан-Джованни Ротондо (17.05.1889 — 4.10.1898) — апостольский администратор;
    - священник Антонино да Петтинео (1899 — 1908) — апостольский администратор;
    - священник Франческо Джузеппе Семинара, O.F.M. Cap. (1908 — 22.06.1910) — апостольский администратор; назначен епископом Крита;
- епископ Франческо Джузеппе Семинара, O.F.M. Cap. (22.06.1910 — 15.03.1926);
  - Sede Vacante (1926—1934)
    - священник Изидоро да Смирне (1926—1933) — апостольский администратор;
- епископ Лоренцо Джакомо Инглезе, O.F.M. Cap. (1.02.1934 — 5.05.1935) — назначен епископом Турси-Лагонеро;
  - Sede Vacante (с 1935)
    - священник Роберто да Ганджи (1939—1948) — апостольский администратор;
    - священник Амедео Маркантонио Спечиале да Ганджи (1948—1951) — апостольский администратор;
    - священник Арсенио да Корфу (1951—1952) — апостольский администратор;
    - епископ Георгий Ксенопулос, S.J. (1952 — 27.06.1974) — апостольский администратор;
    - епископ Франгискос Папаманолис, O.F.M. Cap. (27.06.1974 — 13.05.2014) — апостольский администратор;
    - епископ Петрос Стефану (с 13.05.2014) — апостольский администратор.

## Источник
- Annuario Pontificio, Libreria Editrice Vaticana, Città del Vaticano, 2003, ISBN 88-209-7422-3